# Lijst van interlands Belgisch rugbyteam (vrouwen)
Dit is een overzicht van alle interlands die het Belgische vrouwenrugbyteam ooit speelde. Enkel officiële wedstrijden tussen tegen nationale teams worden hier vermeld; wedstrijden tegen gelegenheidsteams of subnationale rugbyteams worden door de International Rugby Board niet meegerekend voor de wereldranglijst, noch tellen ze mee voor eventuele caps voor speelsters.

## Overzicht

### 1980-1989
| Datum            | Competitie        | Locatie         | Tegenstander | Uitslag |
| ---------------- | ----------------- | --------------- | ------------ | ------- |
| 31 december 1986 | Vriendschappelijk | Brussel, België | Zweden       | 0 - 32  |
|                  |                   |                 |              |         |
| 27 november 1988 | Vriendschappelijk | Brussel, België | Frankrijk    | 0 - 66  |

### 1990-1999
| Datum            | Competitie | Locatie | Tegenstander | Uitslag |
| ---------------- | ---------- | ------- | ------------ | ------- |
| Geen wedstrijden |            |         |              |         |

### 2000-2009
| Datum            | Competitie                  | Locatie                   | Tegenstander | Uitslag |
| ---------------- | --------------------------- | ------------------------- | ------------ | ------- |
| 20 februari 2000 | Vriendschappelijk           | Amsterdam, Nederland      | Nederland    | 54 - 7  |
|                  |                             |                           |              |         |
| 8 april 2001     | Vriendschappelijk           | Amsterdam, Nederland      | Nederland    | 105 - 0 |
| 7 mei 2001       | Europees kampioenschap 2001 | Rijsel, Frankrijk         | Nederland    | 66 - 0  |
| 9 mei 2001       | Europees kampioenschap 2001 | Rijsel, Frankrijk         | Zweden       | 90 - 0  |
| 12 mei 2001      | Europees kampioenschap 2001 | Rijsel, Frankrijk         | Duitsland    | 67 - 0  |
|                  |                             |                           |              |         |
| 23 april 2006    | Europees kampioenschap 2006 | San Donà di Piave, Italië | Italië       | 34 - 0  |
| 23 april 2006    | Europees kampioenschap 2006 | San Donà di Piave, Italië | Rusland      | 24 - 0  |
| 26 april 2006    | Europees kampioenschap 2006 | San Donà di Piave, Italië | Noorwegen    | 0 - 41  |
| 30 april 2006    | Europees kampioenschap 2006 | San Donà di Piave, Italië | Zweden       | 0 - 32  |
|                  |                             |                           |              |         |
| 1 april 2007     | Vriendschappelijk           | Amsterdam, Nederland      | Nederland    | 62 - 5  |
| 11 april 2007    | Europees kampioenschap 2007 | Leuven, België            | Luxemburg    | 73 - 0  |
| 12 april 2007    | Europees kampioenschap 2007 | Frameries, België         | Servië       | 20 - 0  |
| 13 april 2007    | Europees kampioenschap 2007 | Frameries, België         | Roemenië     | 20 - 0  |
| 1 december 2007  | Vriendschappelijk           | Gent, België              | Nederland    | 7 - 19  |
|                  |                             |                           |              |         |
| 19 mei 2008      | Europees kampioenschap 2008 | Castricum, Nederland      | Duitsland    | 5 - 0   |
| 21 mei 2008      | Europees kampioenschap 2008 | Tilburg, Nederland        | Rusland      | 22 - 0  |
| 21 mei 2008      | Europees kampioenschap 2008 | Tilburg, Nederland        | Roemenië     | 7 - 15  |
| 23 mei 2008      | Europees kampioenschap 2008 | Amsterdam, Nederland      | Duitsland    | 19 - 15 |
|                  |                             |                           |              |         |
| 17 mei 2009      | Europees kampioenschap 2009 | Enköping, Zweden          | Nederland    | 100 - 0 |
| 20 mei 2009      | Europees kampioenschap 2009 | Stockholm, Zweden         | Schotland    | 71 - 0  |
| 23 mei 2009      | Europees kampioenschap 2009 | Enköping, Zweden          | Rusland      | 29 - 11 |

### 2010-2019
| Datum            | Competitie                  | Locatie                 | Tegenstander | Uitslag |
| ---------------- | --------------------------- | ----------------------- | ------------ | ------- |
| 10 mei 2010      | Europees kampioenschap 2010 | Verdun, Frankrijk       | Nederland    | 74 - 0  |
| 12 mei 2010      | Europees kampioenschap 2010 | Metz, Frankrijk         | Spanje       | 66 - 0  |
| 15 mei 2010      | Europees kampioenschap 2010 | Straatsburg, Frankrijk  | Duitsland    | 5 - 5   |
|                  |                             |                         |              |         |
| 4 september 2011 | Vriendschappelijk           | Schaarbeek, België      | Zwitserland  | 7 - 15  |
|                  |                             |                         |              |         |
| 13 april 2013    | Vriendschappelijk           | Nyon, Zwitserland       | Zwitserland  | 5 - 25  |
|                  |                             |                         |              |         |
| 30 oktober 2014  | Europees kampioenschap 2014 | Brussel, België         | Rusland      | 29 - 7  |
| 2 november 2014  | Europees kampioenschap 2014 | Brussel, België         | Nederland    | 3 - 12  |
|                  |                             |                         |              |         |
| 29 oktober 2015  | Europees kampioenschap 2015 | Unterägeri, Zwitserland | Tsjechië     | 3 - 20  |
| 1 november 2015  | Europees kampioenschap 2015 | Unterägeri, Zwitserland | Zwitserland  | 20 - 50 |
|                  |                             |                         |              |         |
| 6 oktober 2016   | Europees kampioenschap 2016 | Madrid, Spanje          | Spanje       | 76 - 0  |
| 12 oktober 2016  | Europees kampioenschap 2016 | Madrid, Spanje          | Tsjechië     | 5 - 20  |
| 15 oktober 2016  | Europees kampioenschap 2016 | Madrid, Spanje          | Rusland      | 74 - 5  |
|                  |                             |                         |              |         |
| 27 februari 2018 | Europees kampioenschap 2018 | Waterloo, België        | Nederland    | 12 - 84 |
| 2 maart 2018     | Europees kampioenschap 2018 | Waterloo, België        | Duitsland    | 5 - 24  |

### 2020-2029
| Datum            | Competitie                  | Locatie               | Tegenstander | Uitslag |
| ---------------- | --------------------------- | --------------------- | ------------ | ------- |
| 6 november 2021  | Vriendschappelijk           | Amsterdam, Nederland  | Nederland    | 44 - 0  |
| 8 december 2021  | Europees kampioenschap 2021 | Lissabon, Portugal    | Portugal     | 10 - 8  |
|                  |                             |                       |              |         |
| 18 juni 2022     | Vriendschappelijk           | Utrecht, Nederland    | Nederland    | 57 - 5  |
| 22 oktober 2022  | Europees kampioenschap 2022 | Brussel, België       | Portugal     | 5 - 71  |
| 19 november 2022 | Europees kampioenschap 2022 | Praag, Tsjechië       | Tsjechië     | 29 - 21 |
|                  |                             |                       |              |         |
| 4 maart 2023     | Europees kampioenschap 2023 | Brussel, België       | Duitsland    | 10 - 14 |
|                  |                             |                       |              |         |
| 8 maart 2025     | Europees kampioenschap 2025 | Heidelberg, Duitsland | Duitsland    | 19 - 23 |
| 5 april 2025     | Europees kampioenschap 2025 | Waterloo, België      | Finland      | 44 - 13 |

## Statistieken
Bijgewerkt tot en met de interland tegen Finland op 5 april 2025.
| Tegenstander | Wed. | W | G | V  | PV | PT  |
| ------------ | ---- | - | - | -- | -- | --- |
| Duitsland    | 7    | 1 | 1 | 5  | 58 | 153 |
| Finland      | 1    | 1 | 0 | 0  | 44 | 13  |
| Frankrijk    | 1    | 0 | 0 | 1  | 0  | 66  |
| Italië       | 1    | 0 | 0 | 1  | 0  | 34  |
| Luxemburg    | 1    | 1 | 0 | 0  | 73 | 0   |
| Nederland    | 11   | 0 | 0 | 11 | 39 | 677 |
| Noorwegen    | 1    | 1 | 0 | 0  | 41 | 0   |
| Portugal     | 2    | 0 | 0 | 2  | 13 | 81  |
| Roemenië     | 2    | 2 | 0 | 0  | 35 | 7   |
| Rusland      | 5    | 1 | 0 | 4  | 45 | 156 |
| Schotland    | 1    | 0 | 0 | 1  | 0  | 71  |
| Servië       | 1    | 1 | 0 | 0  | 20 | 0   |
| Spanje       | 2    | 0 | 0 | 2  | 0  | 142 |
| Tsjechië     | 3    | 2 | 0 | 1  | 61 | 37  |
| Zweden       | 3    | 0 | 0 | 3  | 0  | 154 |
| Zwitserland  | 3    | 2 | 0 | 1  | 82 | 40  |